# Christiane Mitterwallner
Christiane Mitterwallner-Posch, avstrijska alpska smučarka, * 10. julij 1974, Schladming.
Nastopila je na Olimpijskih igrah 1998, kjer je bila dvajseta v veleslalomu. Na Svetovnem prvenstvu 1999 je bila osemnajsta v veleslalomu in dvajseta v superveleslalomu. V svetovnem pokalu je tekmovala osem sezon med letoma 1995 in 2001 ter dosegla eno zmago v superveleslalomu. V skupnem seštevku svetovnega pokala je bila najvišje na 33. mestu leta 1999.